# Pecio Gandolfo
El Pecio Gandolfo es un pecio ubicado en las cercanías de Punta Entinas-Sabinar, provincia de Almería (Andalucía, España) que contenía numerosas ánforas romanas clasificadas en el catálogo Dressel como tipo único de ánfora.
La denominación de Pecio Gandolfo lleva el nombre de sus descubridores, la familia Gandolfo (apodada Los Torreros), una saga de fareros adscritos al Faro de Sabinal, situado en Almería, en las cercanías de dicho yacimiento arqueológico.